# Standardbriefsendung
Die Deutsche Bundespost führte zum 1. März 1963 den Begriff Standardbriefsendung ein. Standardbriefsendunge waren Briefsendungen bis 20 g, die sich zur maschinellen Bearbeitung eignen. Für Standardbriefsendungen wurde eine geringere Gebühr erhoben als für gleichschwere andere Sendungen. Eine Übergangsregelung, bis zum 31. Dezember 1965, erlaubte die Umstellung auf die neue Maßbegrenzung.

## Postordnung von 1964
Die Postordnung von 1964 gibt die Maße für Briefe wie folgt an
- Briefsendungen müssen so beschaffen sein, dass sie sich zur Beförderung mit der Briefpost eignen. Sie müssen die Form eines langgestreckten Rechtecks oder einer Rolle haben.
- Für Briefsendungen mit Ausnahme der Postkarten und Wurfsendungen gelten folgende Maße:
  - In rechteckiger Form: Höchstmaß: Länge 60 cm, Breite 30 cm, Höhe 15 cm; Mindestmaße: bei Sendungen bis 0,5 cm Höhe: Länge 14 cm, Breite 9 cm, bei Sendungen über 0,5 cm Höhe: Länge 10 cm, Breite 7 cm;
  - In Rollenform: Höchstmaße: Länge 80 cm, Durchmesser 15 cm, Mindestmaße: Länge 10 cm, Durchmesser 5 cm;
- Briefsendungen bis 20 g, die eine Länge zwischen 14 und 23,5 cm, eine Breite zwischen 9 und 12 cm und eine Höhe bis 0,5 cm haben, sind Standardbriefsendungen.

seit 1. April 1986:
- Briefsendungen bis 20 g, die eine Länge von mindestens 14, höchstens 23,5 cm, eine Breite von mindestens 9, höchstens 12 cm und eine Höhe bis 0,5 cm haben, sind Standardbriefsendungen.
- Postkarten dürfen eine Länge zwischen 14 und 14,8 cm und eine Breite zwischen 9 und 10,5 cm haben.

seit 1. April 1986
- Postkarten dürfen eine Länge von mindestens 14, höchstens 14,8 cm und eine Breite von mindestens 9, höchstens 10,5 cm haben."
- Wurfsendungen dürfen eine Länge zwischen 14 und 23,5 cm und eine Breite zwischen 9 und 17 cm und eine Höhe bis 1 cm haben.

seit 1. April 1986:
- Für Wurfsendungen gelten folgende Maße:
  - Zuzustellende Wurfsendungen – Höchstmaße: Länge 30 cm, Breite 21 cm, Höhe 1,5 cm; Mindestmaße Länge 14 cm, Breite 9 cm."
  - Wurfsendungen an Abholer von Briefsendungen – Höchstmaße: Länge 32,4 cm, Breite 22,9 cm, Höhe 6 cm; Mindestmaße Länge 14 cm, Breite 9 cm."
- Paketsendungen müssen so beschaffen sein, dass sie sich zur Beförderung mit der Paketpost eignen.

seit 1. Juli 1974:
- "Quaderförmige Paketsendungen "bis 10 kg" (1. Juli 1982 gestrichen) sind Standardpaketsendungen, wenn ihre Länge nicht größer als 70 cm, ihre Breite nicht größer als 50 cm und ihre Höhe nicht größer als 50 cm ist."

## Reform 1993
Zum 1. April 1993 wurde der Briefdienst neu geregelt. Seitdem gibt es vier Basisprodukte für Briefe sowie die Postkarte mit folgenden Maßen:
- Der Standardbrief durfte zwischen 140 und 235 mm lang, zwischen 90 und 125 mm breit und bis  5 mm hoch sein und  20 g wiegen.
- Der Kompaktbrief  durfte zwischen 100 und 235 mm lang, zwischen 70 und 125 mm breit und bis 10 mm hoch sein und  50 g wiegen.
- Der Großbrief  durfte zwischen 100 und 353 mm lang, zwischen 70 und 250 mm breit und bis 20 mm hoch sein und 500 g wiegen.
- Der Maxibrief  durfte zwischen 140 und 353 mm lang, zwischen 70 und 250 mm breit und bis 50 mm hoch sein und 1 kg wiegen.
- Die Postkarte durfte zwischen 140 und 235 mm lang, zwischen 90 und 125 mm breit sein und zwischen 150 und 500 g wiegen.

Die Sendungsarten Drucksache und Briefdrucksache entfallen.
Die Massendrucksachen werden unter der Bezeichnung Infopost zunächst bis zum 31. August 1993 in der gewohnten Form weitergeführt. Ab 1. September 1993 werden dann auch hier die Basisprodukte eingeführt, allerdings nicht generell mit Einheitspreisen. (Dadurch wird Infopost zu einer fast wissenschaftlichen Sache.)
Die Postwurfsendung erhält unter der neuen Bezeichnung Wurfsendungen neue Gewichtsgrenzen und variablere Zustellmöglichkeiten als bisher.
Auch nach der Privatisierung der Deutschen Bundespost 1995 zur Deutschen Post AG wurden die Bezeichnungen beibehalten.